# Mały Śnieżnik
Mały Śnieżnik (czes. Malý Sněžník, niem. Kleiner Schneeberg) – drugi co do wielkości szczyt w polskiej części Masywu Śnieżnika, w Sudetach Wschodnich, wznoszący się na wysokość 1326 m n.p.m.
Bliźniaczym wierzchołkiem Małego Śnieżnika jest Goworek (1320 m n.p.m.).
Wierzchołek i zachodnie zbocza zbudowane z gnejsów należących do metamorfiku Lądka i Śnieżnika. Wschodnie zbocza i obniżenie pomiędzy Małym Śnieżnikiem a Śnieżnikiem utworzone są z łupków łyszczykowych z wkładkami kwarcytów, łupków grafitowych, amfibolitów serii strońskiej. Gdzieniegdzie występują skalne rumowiska.
Pokryty jest skarłowaciałym lasem z pojedynczymi okazami sztucznie wprowadzonej kosówki. Z leśnych przecinek na grzbiecie widoki na Trójmorski Wierch i Góry Bystrzyckie w oddali.
Znajduje się w granicach rezerwatu przyrody Mały Śnieżnik.